# Jaap Kruizingabrug
Jaap Kruizingabrug (brug 335) is een vaste brug in Amsterdam-Oost.
De brede verkeersbrug met een relatief breed voetpad, is gelegen in het noordelijke verlengde van Radioweg. Ze overspant de Molenwetering en verbindt beide kades van het Galileïplantsoen. Ten noorden van de brug ligt het gemeentelijk monument Vijfde Montessorischool, Watergraafsmeer (Galileïplantsoen 37-39/Herschelstraat 2-4). De brug over een brede duiker, komt uit de pen van Piet Kramer en dateert van ongeveer 1928. Ze kostte destijds samen met drie andere bruggen over de Molenwetering 60.000 gulden. De brug is door Kramer gebouwd in de Amsterdamse Schoolstijl. Het bouwwerk heeft de typische kenmerken van Kramer. Een daarvan is de mengeling van baksteen en natuursteen in de vorm van graniet, die hier ook is toegepast in de dragende pijlers van de brug. Door de wisseling van bouwmateriaal ogen deze pijlers als een stapel damstenen. De voor Kramer gebruikelijke balustrades bestaan uit een lage metselwerk van baksteen met natuurstenen blokjes met daarop een siersmeedijzeren lint als leuning. Er zit daarbij een scheiding tussen de landhoofden en de brug zelf.
De brug is wat ontwerp betreft het zusje van de bruggen 336, 337 en 338, die er bijna hetzelfde uitzien. Als enige van de vier is de brug vernoemd. De brug is in 2015 vernoemd naar Jaap Kruizinga (1913-1996), onderwijzer en schrijver van boeken over Amsterdam (XYZ van Amsterdam en Amsterdam, stad der duizend bruggen) in het algemeen en over de Watergraafsmeer in het bijzonder. Bovendien was hij een van de medeoprichters van de Vereniging voor Heemkennis "Ons Amsterdam".

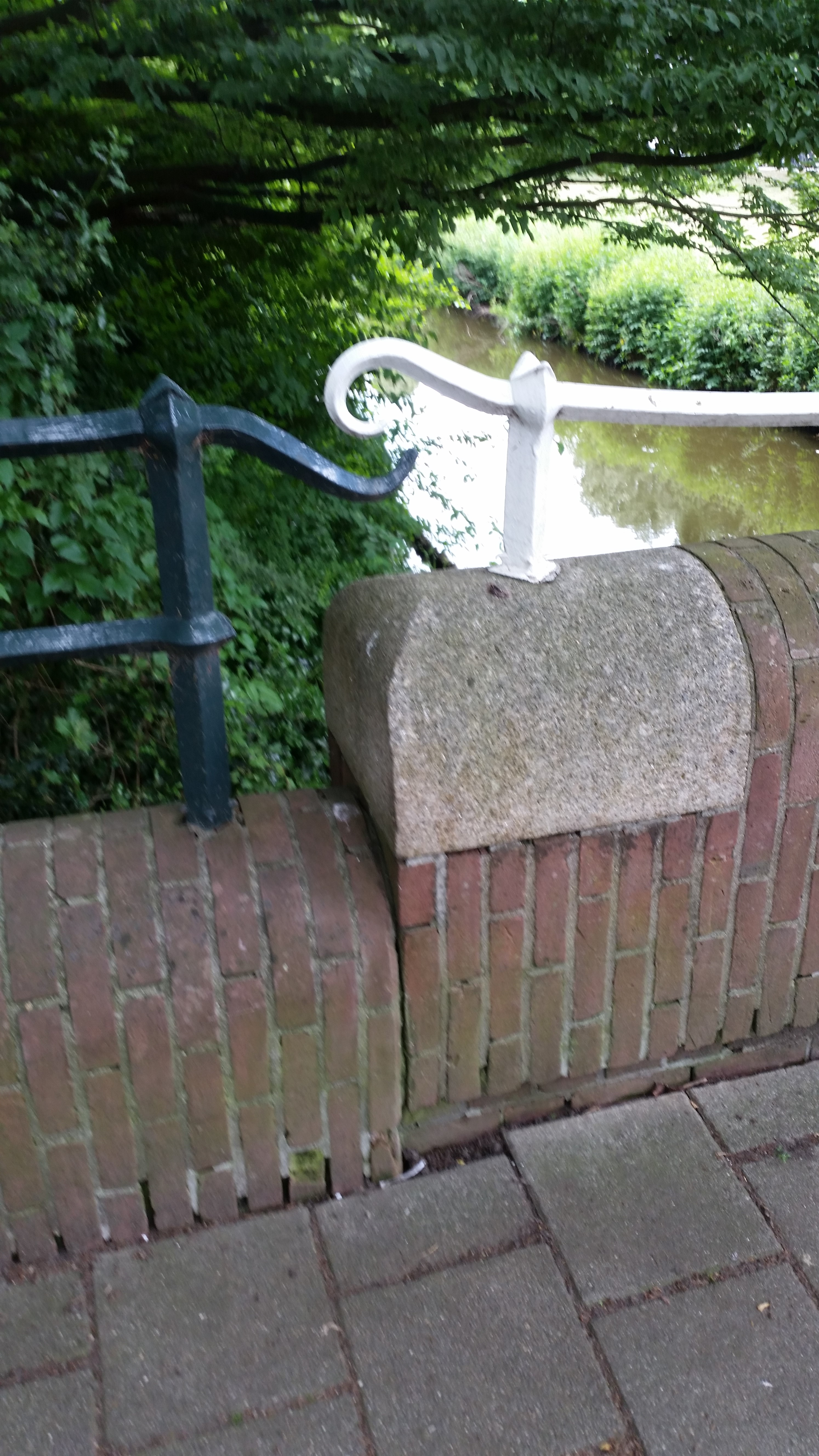
Overgang van de leuning (juni 2018)

<<< · 300 · 301 · 302 · 303 · 304 · 305 · 306 · 307 · 308 · 309 · 310 · 311 · 312 · 313 · 314 · 315 · 316 · 317 · 318 · 320 · 321 · 322 · 323 · 324 · 325 · 327 · 328 · 330 · 331 · 332 · 333 · 334 · 335 · 336 · 337 · 338 · 339 · 340 · 341 · 342 · 343 · 344 · 345 · 346 · 347 · 348 · 349 · 350 · 351 · 352 · 353 · 354 · 355 · 356 · 357 · 358 · 359 · 360 · 361 · 362 · 363 · 364 · 365 · 366 · 367 · 368 · 371 · 372 · 373 · 374 · 375 · 376 · 377 · 378 · 379 · 380 · 381 · 382 · 383 · 385 · 386 · 387 · 388 · 389 · 390 · 391 · 392 · 393 · 394 · 395 · 396 · 397 · 398 · 399 · >>>
Brugnummers 319, 326, 329 (tijdelijke duiker in de Ringspoordijk), 369, 370, 384 zijn niet (meer) vergeven.